# Pincourt
Pincourt est une ville située sur l'île Perrot dans l'archipel d'Hochelaga au Québec (Canada). Elle fait partie de la municipalité régionale de comté de Vaudreuil-Soulanges, dans la région de la Montérégie,.

## Histoire
La seigneurie de l'Île-Perrot est concédée à François-Marie Perrot le 29 octobre 1672. Le secteur faisait autrefois partie de la seigneurie de « l’isle Perault ». Le nom de Pincourt apparaît dans les contrats de concession de terres dans l'île Perrot dès 1780. Il désigne alors un sentier, dans le secteur ouest de l'île, menant vers une traverse vers Vaudreuil et que les gens appelaient la côte de Pincourt. Certains prétendent qu'un boisé de pins servait à orienter les voyageurs lorsqu'ils arrivaient à proximité des rapides de Quinchien. Ce boisé aurait pris le nom de Pincourt. Une petite île appelée île aux Pins est d'ailleurs située dans la rivière des Outaouais à proximité du pont Taschereau.
Dès 1800, les propriétaires de terres vendent de petits terrains au bord de la rivière des Outaouais à des commerçants et à des spécialistes (aubergiste, tisserand, cordonnier, tonnelier, deux forgerons et des négociants). Au 19e siècle, l’activité économique augmente grâce aux échanges avec les habitants des villages de Vaudreuil et de Dorion.
Vers 1855, un petit groupe de maisons isolées est construit à la suite de la construction de la voie ferrée. Ces habitations se transforment en village au tournant du 20e siècle avec la venue des vacanciers dont certains décident d’y rester durant toute l'année à compter de 1940.
Créée en 1949, après sa séparation avec la Corporation municipale de l’Île Perrot, la Municipalité du village de Pincourt connaît une forte croissance démographique. De nombreuses familles anglophones et immigrantes arrivent. Pincourt obtient son statut de ville en 1960 sous l’autorité du maire Val D’Ambrosio. Dans la première moitié du XXe siècle, les baigneurs peuvent nager dans les eaux du lac Saint-Louis à la plage Sunny Beach, à la pointe au Renard.
Le nom de la ville signifie : « […] belle forêt de pins de modestes dimensions, en raison, croit-on, de la nature peu généreuse du sol. Peu à peu, ceux qui fréquentaient l'endroit prirent l'habitude de dire qu'ils se rendaient aux Pins Courts […] ». L'origine du nom peut être interprété de différentes façons. Les premiers voyageurs et habitants sur l’île nommaient la portion devenue Pincourt comme étant le secteur des pins courts. À l’époque, les gens devaient se servir de cette caractéristique comme point de repère. François-Marie Perrot et Antoine de Brucy faisaient le commerce des fourrures en embauchant des coureurs des bois. L’un d’entre eux, Paul Desroches, portait le surnom « Pincourt ». On peut supposer que la ville a été nommé ainsi en son honneur.

## Géographie
La ville de Pincourt occupe la partie sud-ouest de l'île Perrot. Cette île se trouve à l’embouchure de la rivière des Outaouais, entre le lac Saint-Louis et le lac des Deux Montagnes. L'île est à une trentaine de kilomètres du centre de Montréal, en banlieue ouest. Pincourt borne les rapides de Quinchien qui séparent à cet endroit l'île Perrot de Vaudreuil-Dorion. Pincourt est limitrophe des trois autres municipalités de l'île Perrot, soit les villes de L'Île-Perrot et de Notre-Dame-de-l'Île-Perrot, ainsi que la municipalité de Terrasse-Vaudreuil. La superficie totale de la municipalité est de 7,11 km2 dont 7,10 sont terrestres.

## Démographie
| 1986  | 1991  | 1996   | 2001   | 2006   | 2011   | 2016   | 2021   |
| ----- | ----- | ------ | ------ | ------ | ------ | ------ | ------ |
| 9 121 | 9 749 | 10 023 | 10 107 | 11 197 | 14 305 | 14 558 | 14 751 |

Au recensement du Canada de 2016, la population pincourtoise s'élève à 14 558 individus pour une densité de 2 048,1 habitants par km2. La croissance démographique est particulièrement vigoureuse depuis 2007 avec le développement de nouveaux quartiers. En 2021, la population a dépassée les 15 000 individus.

## Administration
De 1950 à 1982, Darie Huneault, Roland Loiselle, Valentino D'Ambrosio, Paul-Émile Martel, Jeannette Burley, Romuald Sénéchal et Lorne Brown ont été maires de Pincourt.
La ville de Pincourt est régie par des élections en bloc, chacun des six conseillers représentant un district. Un terme du conseil municipal dure quatre ans,. La ville compte différentes commissions et comités dont la Commission admistration et finances, la Commission de l'aménagement du territoire développement durable et sécurité publique, la Commission infrastructures et travaux publics, la Commission des loisirs, services communautaires et culture, le Comité consultatif d'urbanisme et le Comité Ville en santé.  
Le maire Yvan Cardinal est élu une première fois en 2009 en remportant l’élection contre le maire sortant. Il est réélu à l'élection de 2013 devant l'ancien conseiller Stéphane Boyer avec un taux de participation de 36,6 % et par acclamation en 2017. En 2021, Monsieur Claude Comeau devient maire de Pincourt en remportant l’élection devant le maire sortant. 
| Pincourt Maires depuis 2002                                                                                           |                      |                                  |          |
| Élection | Maire                | Qualité                          | Résultat |
| 1950 | Darie Huneault       |                                  |          |
| 1955 | Roland Loiselle      |                                  |          |
| 1958 | Valentino D'Ambrosio |                                  |          |
| 1967 | Paul-Émile Martel    |                                  |          |
| 1970 | Jeannette Burley     |                                  |          |
| 1974 | Romual Sénéchal      |                                  |          |
| 1982 | Lorne Brown          |                                  |          |
| 2002 | Michel Kandyba       |                                  | Voir     |
| 2005 | Michel Kandyba       | Voir                             |          |
| 2009 | Yvan Cardinal        | Conseiller municipal (1990-1994) | Voir     |
| 2013 | Yvan Cardinal        | Conseiller municipal (1990-1994) | Voir     |
| 2017 | Yvan Cardinal        | Conseiller municipal (1990-1994) | Voir     |
| 2021 | Claude Comeau        |                                  | Voir     |
| Élection partielle en italique Depuis 2005, les élections sont simultanées dans toutes les municipalités québécoises. |                      |                                  |          |

|            | 2021-2025               |
| Maire      | Claude Comeau           |
| District 1 | Vacant                  |
| District 2 | Denise Bergeron         |
| District 3 | Feu Sam Ierfino         |
| District 4 | Diane Boyer             |
| District 5 | Claudine Girouard-Morel |
| District 6 | René Lecavalier         |

Pour ce qui est des affaires intermunicipales, la Ville de Pincourt fait partie de la municipalité régionale de comté de Vaudreuil-Soulanges et de la Communauté métropolitaine de Montréal. En matière de transport collectif, elle est associée à l'ARTM et EXO. Elle fait également partie du Comité jeunesse La Presqu'Île et à la Régie de l'eau de l'Île Perrot. La bibliothèque de Pincourt sert également aux élèves de l'école secondaire du Chêne-Bleu et fait partie du service intermunicipal BiblioPincourt avec L'Île-Perrot et Notre-Dame-de-l'Île-Perrot. La Ville de Pincourt a également plusieurs ententes intermunicipales en vigueur. 
La population de Pincourt est représentée à l'Assemblée nationale du Québec par le député de la circonscription de Vaudreuil. À la Chambre des communes du Canada, la population locale est incluse dans la circonscription de Vaudreuil-Soulanges.

## Urbanisme

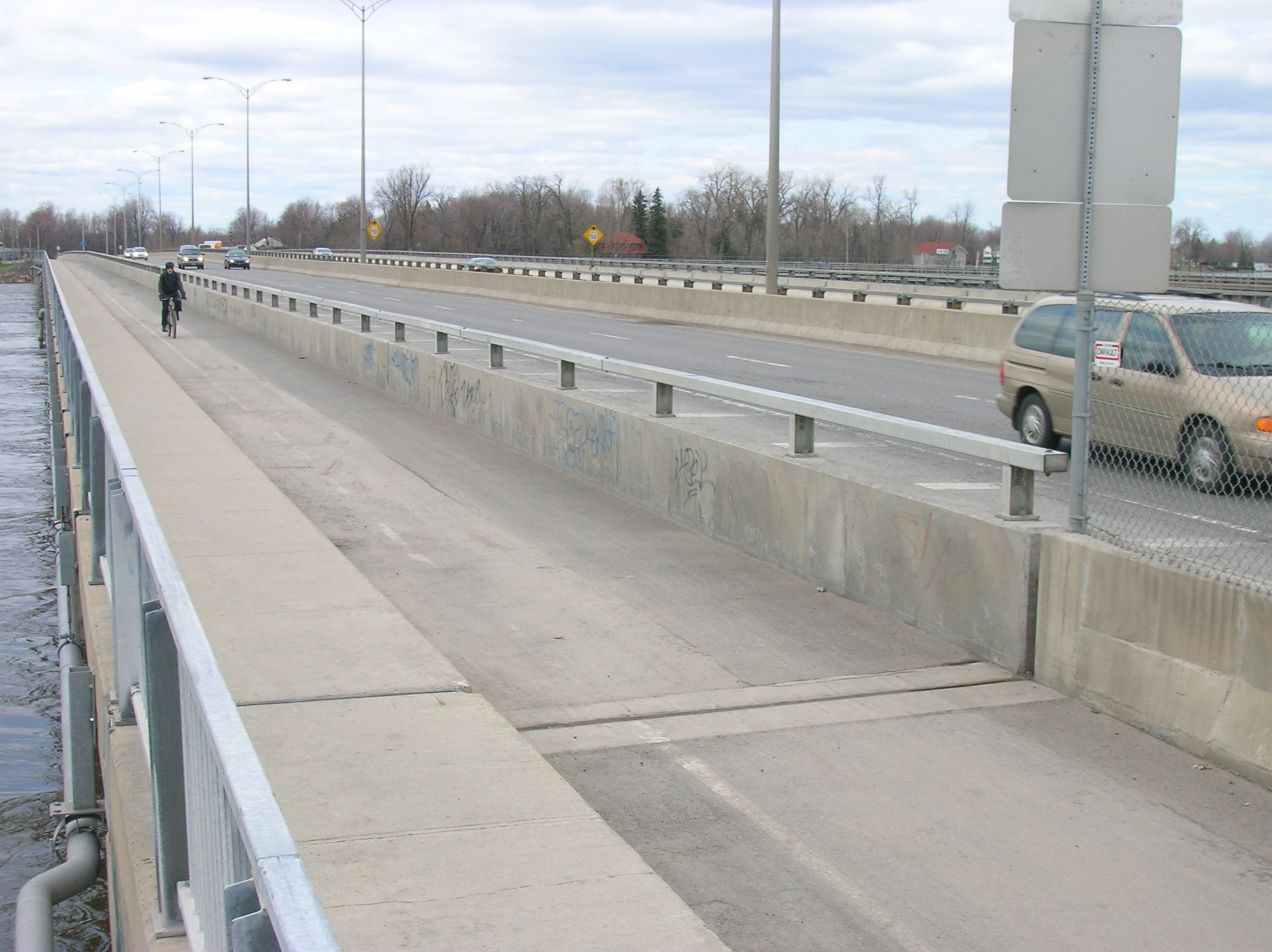
Pont Taschereau sur la rivière des Outaouais.

Le pont Taschereau unit Pincourt à Vaudreuil-Dorion alors que le pont Galipeault unit la municipalité de L'Île-Perrot à Sainte-Anne-de-Bellevue. Ces deux ponts font partie du corridor de l'autoroute 20 (autoroute du Souvenir), qui dessert Pincourt et Terrasse-Vaudreuil par l'échangeur 35. L'autoroute prend la forme d'un boulevard avec contrôles de circulation sur l'île Perrot et à Dorion. Le ministère des Transports du Québec planifie le parachèvement de l'autoroute du Souvenir sur l'île Perrot. Le boulevard Cardinal-Léger est une artère nord - sud se connectant à l'échangeur 35 et traversant la municipalité en direction de la ville voisine de Notre-Dame-de-l'Ile-Perrot. Le chemin Duhamel, ancien chemin qui suit la rive de l'Outaouais, et le boulevard de l'Île, qui accède à l'autoroute à une intersection à feux, forment deux collectrices est-ouest. La 5e Avenue et l'avenue Forest, collectrices parallèles à l'autoroute, terminent la trame routière.

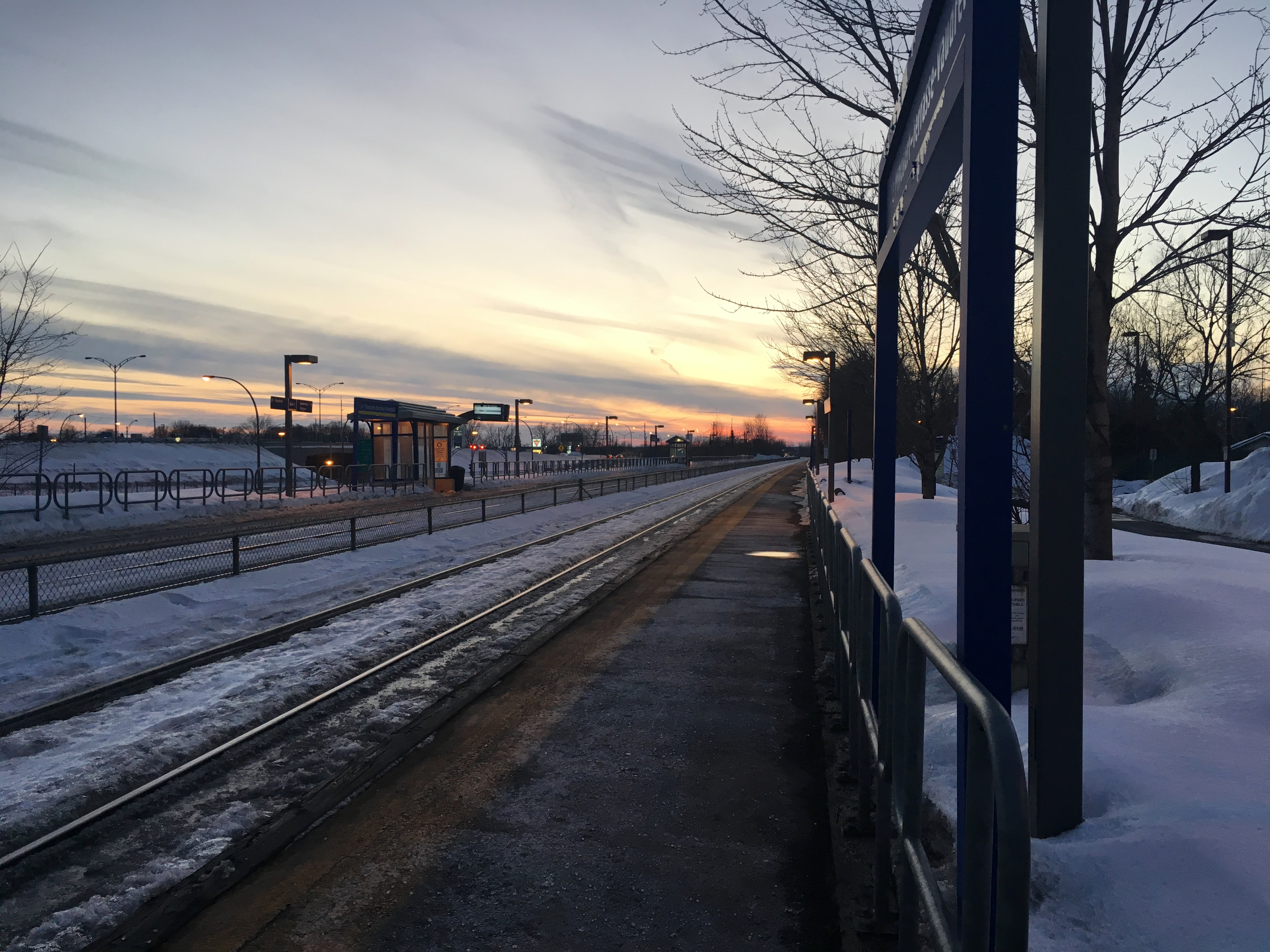
Gare Pincourt–Terrasse-Vaudreuil

Pincourt est desservie par le service de minibus du Conseil intermunicipal de transport La Presqu'Île desservent la ville et les environs. Pincourt est desservie par la (gare Pincourt–Terrasse-Vaudreuil de la ligne Vaudreuil–Hudson du train de banlieue.
Pincourt possède une piscine municipale, un OmniCentre (avec gymnase et des salles de réception), un centre commercial, les écoles primaires Notre-Dame-de-Lorette, Edgewater et St. Patrick, l'école secondaire le Chêne-bleu, où on trouve aussi la bibliothèque de la municipalité, ainsi qu'un salon de quilles, un centre culturel, des pistes cyclables et des parcs (Bellevue, Olympique, Shamrock, Rousseau, etc.). 

### Développement immobilier
Depuis 1960, la population de Pincourt s'est accrue grâce à a construction de projets immobiliers à prix variés. Des bungalows, maisons, HLM et appartements sont construits de 1956 à 1980.
Les résidences Sénéchal prennent forme progressivement. En 1983, l'Office municipal d'habitation de Pincourt est créée; il est présidé par Romuald Sénéchal. Un premier HLM est inauguré sur la rue Duhamel en 1985.
De nombreux projets sont lancés entre 1987 et 1992 : le projet Mont-Bleu, le projet Terrasses-Pincourt et Bois-Soleil. L'année 1991 voit s'ériger le premier édifice d'un complexe de plusieurs millions, les condominiums Terrasse Pincourt. Le Boisé du Parc est annoncé en 1994. La Promenade Pincourt continuent de se développer de 1995 à 1997.
Au début des années 2000, trois projets majeurs viennent compléter le développement de la Ville sur un terrain à vocation résidentielle : le Sommet-Boisé, le Domaine de la Forêt et la Renaissance. L'année 2004 représente une année record au chapitre des permis de construction. Pincourt maintient près de 30% de son territoire à développer en espaces verts.

## Sécurité publique et service d’urgence et de protection contre les incendies
Créé en 1949, le Service de sécurité publique de Pincourt est dirigé par Ludger Rousseau jusqu'en 1951. Ensuite, c'est Adrien Caissy qui le dirige. Il regroupe les services de police et de pompier. En 1953, la municipalité retient les services d'Ozilda Boyer qui assume à temps partiel la direction de la sécurité jusqu'à la mise sur pied d'un service permanent en 1961. La cour municipale de Pincourt ouvre en 1961. M. Boyer conservera ce poste jusqu'en 1973.
Pendant cette période, Marcel Cyr succède pendant quelques mois à Ozilda Boyer, le temps d'installer l'horaire 3/3. Cet horaire répartit les quarts de travail des policiers en 3 jours consécutifs de 12 heures, de jour et de nuit, suivis de 3 jours de congé. Le ministère de la Justice nomme, par intérim, le sergent Raymond Désautels, de la Sûreté du Québec. Il conserve ce poste jusqu'à l'embauche, en 1975, de Paul Roy, un policier d'expérience de Montréal. Ce dernier demeure en poste jusqu'en 1980.

### 1978: séparation des services de police et de pompiers
En 1978, Monsieur Roy procède à la séparation de services de police et de pompiers. Il se réserve la direction de la police. Yvon Campeau est nommé directeur du Service d'urgence et de sécurité incendie, poste qu'il occupe jusqu'à sa mort en 1981. La même année, sera construire la caserne-incendie. Michel Bernier adjoint au directeur et pompier volontaire depuis 1970, prend la direction du service à temps partiel pendant plus de deux décennies. 17 pompiers volontaires à temps partiel font partie du service.
En 2003, la Ville accorde au directeur sa permanence et ouvre un poste à temps plein. En 2006, un deuxième employé permanent s'ajoute. Il s'agit de Stéphane Séguin, chef de la Division prévention des incendies. Ces deux cadres ainsi que le directeur adjoint, Yanick Bernier, dirigent une équipe de 32 pompiers volontaires.
Pendant ce temps, le sergent Alain Miserany, un officier promu de l'interne, assure la direction du service de police de 1981 jusqu'en 1998. Devant s'absenter pour des raisons de santé, la direction intérimaire est assurée par un officier de la Sûreté du Québec, Michel St-Marseille, jusqu'à l'abolition des corps policiers municipaux par le ministre de la Sécurité publique. Depuis juin 2002, la Sûreté du Québec a pris la relève sur le territoire de la MRC de Vaudreuil-Soulanges.

### Les Premiers répondants
Le Service des Premiers répondants obtient l'accord du conseil municipal en 1995 pour débuter ses activités. Il assure les premiers soins aux accidentés avant l'arrivée des techniciens ambulanciers et permet de réduire le temps d'intervention auprès de personnes souffrant de malaises.

## Culture
Le musicien Rob Postuma nomme son groupe de musique « Les P-town blues » en référence à la ville dans laquelle il a grandi[réf. nécessaire]. Une quarantaine d'artistes, membres du Mouvement d'expression artistique libre ou Amis du Pinceau de Pincourt, exposent deux fois l'an à l'Omni-Centre de Pincourt. Les artistes peintres Francine Crevier, Myriam Gaudry et Sarah Murphy sont de Pincourt.

## Économie
Certains entrepreneurs de Pincourt font partie de l'Association des gens d’affaires de l’île Perrot.

## Éducation
La Commission scolaire des Trois-Lacs administre les écoles francophones.
- École secondaire du Chêne-Bleu, depuis 2003[33]
- École Notre-Dame-de-Lorette
- L'École Virginie-Roy à L'Île-Perrot servi autres parties de la ville[34]

La Commission scolaire Lester-B.-Pearson administre les écoles anglophones:
- École primaire Edgewater et École primaire St. Patrick[35]

## Société
Les francophones catholiques de Pincourt se rassemblent à l'église Notre-Dame-de-Lorette alors que les anglophones de Pincourt se recueillent à l'église catholique Saint-Patrick of the Island ou à la Presbyterian Church of Ile Perrot.
La Ville de Pincourt est la seule municipalité de l’île à posséder un statut de ville bilingue. Les conseils municipaux, qui se sont succéder, ont toujours défendu se statut qui fait d’elle, une ville culturellement dynamique.
Le projet pédagogique de l'école Notre-Dame-de-Lorette vise à promouvoir le goût de la lecture, à stimuler les aptitudes artistiques, à développer les compétences des élèves à risque et à promouvoir les valeurs de respect, d'effort, de fierté et d'ouverture. En 2003, on y construit l'école secondaire du Chêne-Bleu, qui fait partie de la Commission scolaire des Trois-Lacs.
La municipalité organise l'événement Hiver en fête le premier samedi de février. 
La fête de la ville se déroule à la mi-août de chaque anné : c'est la fête des pompiers inaugurée en 1970. Environ 15 000 personnes prennent part aux festivités en 2013. Plusieurs artistes se sont succédé sur la scène de la journée des pompiers dont notamment Gregory Charles, Sylvain Cossette, le Boogie Wonder Band, Jonas, des regroupements musicaux et Matt Lang (2025). La première partie de la soirée se termine par un grand feu d’artifices.
Plusieurs organismes communautaires œuvrent à Pincourt, notamment Abris Vaudreuil-Soulanges, Arc-en-ciel Vaudreuil-Soulanges, Association de fibromyalgie et fatigue chronique, Centre de femmes La Moisson, Club Richelieu Île Perrot, Comité logement de Vaudreuil-Soulanges, Comquat Alphabétisation, Foyer Jeunesse l'Arche, Hébergement La Passerelle, Maison de la Famille Vaudreuil-Soulanges, Parrainage Civique, Société d’habitation abordable de Vaudreuil-Soulanges et Sphère Multiculturelle.
Bien que l'île Perrot ne fasse pas partie de l'île de Montréal, les indicatifs régionaux des numéros de téléphone pour les quatre municipalités, dont Pincourt, sont les 514 et 438.

### Les personnalités
- Alexandre Burrows, hockeyeur pour les Canucks de Vancouver
- Philippe-Audrey Larrue Saint-Jacques, humoriste québécois

## Lieux de culte
Trois lieux de culte sont présents dans la Ville de Pincourt.

### Notre-Dame-de-Lorette
Dès 1915, les commissaires d'écoles consentent à ce que la messe du dimanche soit célébrée dans la petite école de Pincourt durant l'été pour accommoder les villégiateurs. Ces derniers trouvent l'église paroissiale Sainte-Jeanne-de-Chantal trop éloignée. En 1928, la Société catholique de Pincourt obtient que l'école soit agrandie selon les plans de l'architecte Ludger Lemieux afin d'y ajouter une chapelle. Construite en 1952, l'église Notre-Dame-de-Lorette est inaugurée en septembre 1952 par Joseph Langlois, évêque de Valleyfield.

### The Presbyterian Church of Ile Perrot
La Presbyterian Church of Ile Perrot est inaugurée le 1er juin 1958. Elle dessert une population qui se trouve sur un immense territoire s'étendant jusqu'à la frontière de l'Ontario. Elle est dirigée par le révérend Luke Vanderkamp.

### St. Patrick of the Island
La mission St. Patrick of the Island est créée le 14 septembre 1960 par Mgr Percival Caza, évêque coadjuteur du diocèse de Valleyfield. L'église est érigée en 1962 et consacrée par Robert Lebel en 1990. On y trouve une chapelle d'adoration eucharistique ouverte toute la journée.